# 諸岡世奈
諸岡 世奈（もろおか せいな、1993年3月9日 - ）は、茨城県行方市出身の元ハンドボール選手。

## 経歴
東海大学時代は2013年の関東学生ハンドボール・春季リーグで特別賞を受賞し、全日本学生ハンドボール選手権大会（インカレ）では特別賞を受賞。
2014年は第22回世界学生選手権の日本代表U-24に選出。同年の秋季リーグでは優秀選手賞を受賞した。
2015年に日本ハンドボールリーグのソニーセミコンダクタへ加入。同年は第28回ユニバーシアード競技大会の日本代表に選出された。
2017-18年シーズン限りで現役を引退。

## 詳細情報

### 年度別成績
| 年       | チーム   | 試合 | フィールド 得点 | 率   | 7m  | 合計   | 警告 | 退場 | 失格 |
| -------- | -------- | ---- | --------------- | ---- | --- | ------ | ---- | ---- | ---- |
| 2015-16  | ソニー   | 12   | 12/29           | .414 | 0/0 | 12/29  | 0    | 1    | 0    |
| 2016-17  | ソニー   | 18   | 42/70           | .600 | 0/0 | 42/70  | 1    | 1    | 0    |
| 2017-18  | ソニー   | 23   | 17/37           | .459 | 0/0 | 17/37  | 0    | 3    | 0    |
| JHL：3年 | JHL：3年 | 53   | 71/136          | .522 | 0/0 | 71/136 | 1    | 5    | 0    |

- 各年度の太字はリーグ最高

### 記録

#### 日本ハンドボールリーグ
- フィールドゴール初得点：2016年1月11日、対飛騨高山ブラックブルズ岐阜戦（飛騨高山ビッグアリーナ）[8]

### 背番号
- 11 (2015年 - 2018年)

## 代表歴

### 日本代表U-24
- 世界学生選手権 (2014年)
- ユニバーシアード競技大会 (2015年)